# Meteorus nodai
Meteorus nodai är en stekelart som beskrevs av Maeto 1988. Meteorus nodai ingår i släktet Meteorus och familjen bracksteklar. Inga underarter finns listade i Catalogue of Life.